# Centaurea ragusina
Centaurea ragusina — вид квіткових рослин родини айстрових (Asteraceae). Ареал: Італія, пд. Хорватія; інтродукований до Франції.

## Середовище
Населяє кам'янисті місцевості.

## Морфологічна характеристика
Це напівкущик 25–50 см заввишки, біло запушений. Прикореневі листки довгочерешкові, перистороздільні, сегменти овальні, цілісні, тупі, стеблові листки сидячі, перистороздільні. Квіткова голова поодинока; філярії війчасті. Квіточки жовті. Період цвітіння: літо.